# Mateja Kralj
Mateja Kralj (* 16. August 1985 in Kranj) ist eine ehemalige slowenische Naturbahnrodlerin. Sie nahm von 2001 bis 2004 an internationalen Wettkämpfen teil.

## Karriere
Ihr Debüt gab Mateja Kralj im Januar 2001 bei der Junioreneuropameisterschaft in Tiers, wo sie 15. von 19 Rodlerinnen wurde. Besser war ihr Ergebnis bei der Juniorenweltmeisterschaft 2002 in Gsies, wo sie auf Rang zehn kam. Weitere Top-10-Ergebnisse verfehlte sie mit Platz elf bei der Junioreneuropameisterschaft 2003 in Kreuth und Rang zwölf bei der Juniorenweltmeisterschaft 2004 in Kindberg nur knapp. Im Jahr 2002 trat sie bei der Europameisterschaft 2002 in Frantschach-Sankt Gertraud erstmals in der Allgemeinen Klasse an und kam unter 20 gestarteten Rodlerinnen auf Rang 16. 2003 erzielte sie ihr bestes Ergebnis, als sie bei ihrer Heimweltmeisterschaft in Železniki auf Platz 14 fuhr. Bei ihrem letzten Großereignis, der Europameisterschaft 2004 in Hüttau, wurde sie 19.
Ihr erstes Weltcuprennen bestritt die damals 16-Jährige am 27. Januar 2002 in Železniki, wo sie unmittelbar vor ihrer Teamkollegin Živa Janc auf Platz 13 kam und damit im Gesamtweltcup der Saison 2001/2002 Platz 21 belegte. In den nächsten beiden Jahren war Mateja Kralj die einzige Slowenin im Weltcup. In den Saisonen 2002/2003 und 2003/2004 nahm sie an jeweils vier der sechs Weltcuprennen teil, erzielte immer Platzierungen zwischen Rang 13 und Rang 15 und blieb damit ohne Spitzenresultat. Im Gesamtweltcup kam sie auf die Plätze 13 bzw. 15. Im Jahr 2004 beendete Mateja Kralj im Alter von nur 18 Jahren ihre Karriere.

## Sportliche Erfolge

### Weltmeisterschaften
- Železniki 2003: 14. Einsitzer

### Europameisterschaften
- Frantschach 2002: 16. Einsitzer
- Hüttau 2004: 19. Einsitzer

### Juniorenweltmeisterschaften
- Gsies 2002: 10. Einsitzer
- Kindberg 2004: 12. Einsitzer

### Junioreneuropameisterschaften
- Tiers 2001: 15. Einsitzer
- Kreuth 2003: 11. Einsitzer

### Weltcup
- Zweimal unter den besten 15 im Gesamtweltcup
- Neun Top-15-Platzierungen in Weltcuprennen